# Franz-Joseph Derenthal

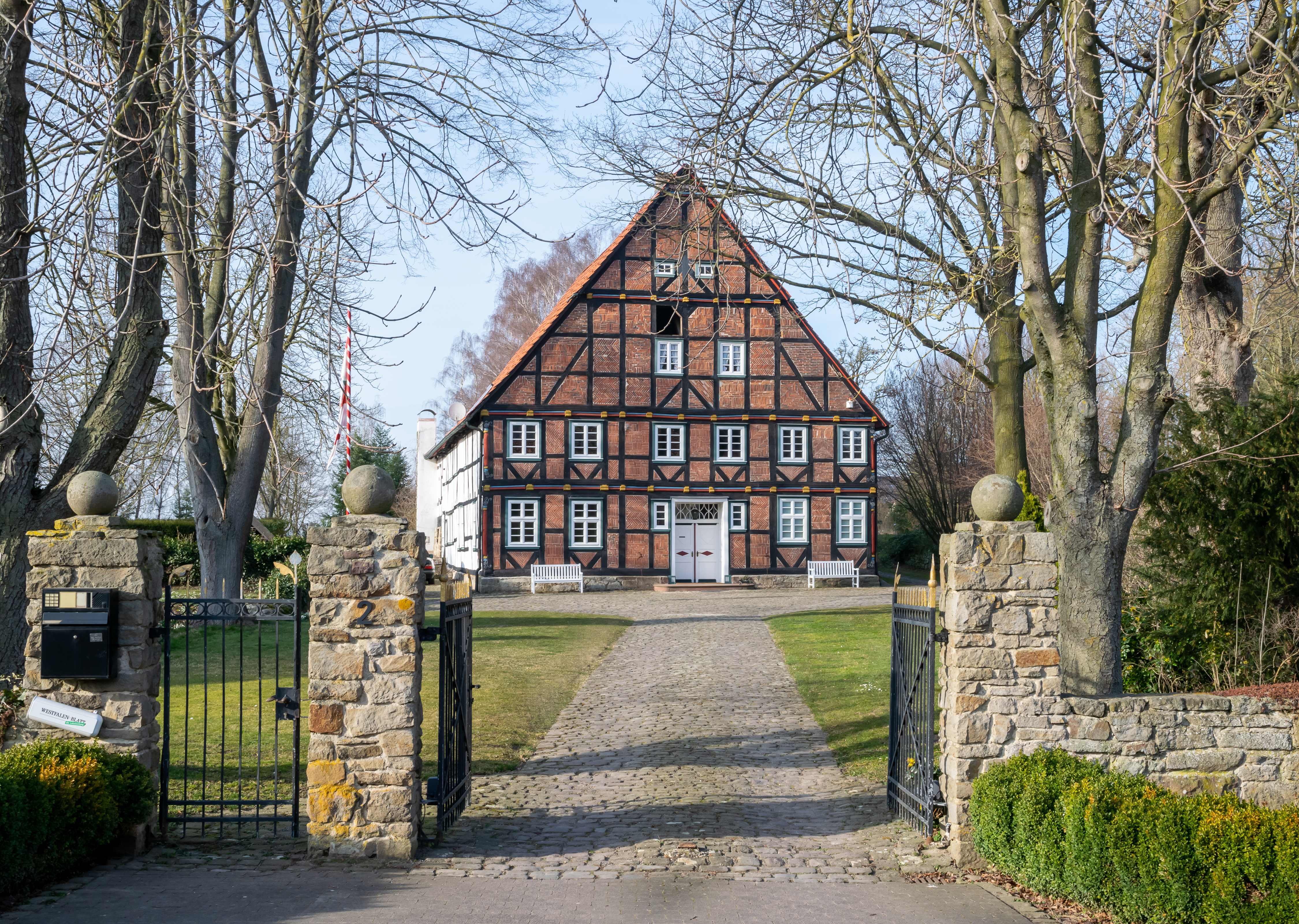
Die Marienburg in Körbecke (2022)

Franz-Joseph Derenthal (* 18. Februar 1797 auf Gut Marienburg in Körbecke; † 16. September 1879 in Marienmünster) war ein deutscher Rittergutsbesitzer und Politiker.

## Leben
Er war Sohn des Landwirtes Heinrich Georg Derenthal (1767–1818) und seiner Frau Elisabeth, geb. Rustemeyer (1770–?) und wuchs in Körbecke auf. Seine Ehe mit Antoinette Butterwegge aus Daseburg blieb kinderlos.
1845 tauschte er mit seinem Neffen Hermann Versen den Hof in Körbecke mit dem Besitz des Klosterguts Marienmünster und zog nach Marienmünster. Der Neffe musste seinem Onkel noch 24.000 Taler zahlen, eine sehr große Summe, denn das Vermögen in Körbecke hatte 195 ha, war also bedeutend größer und hatte sehr gute Bördeböden. Marienmünster hatte nur 75 ha. 1863 ließ Herman Versen die Gutsanlage „Alt Marienburg“ zwischen Borgentreich und Körbecke aufbauen. Dabei baute er einige der Wirtschaftsgebäude von der Hofstätte im Dorf ab, um sie auf dem Gut neu zu errichten. Das zweistöckige Fachwerkhaus in Körbecke blieb im Derenthal’schen Familienbesitz. Ab 1875 verpachtete Hermann Versen das Gut, verkaufte es später und gründete in Berlin eine Bank. Das Gut „Alt Marienburg“ wurde geteilt in Alt- und Neu-Marienburg. 9 Körbecker Bauern, darunter sein Schwager Philipp Berendes, erwarben einen Teil, da so ein großes Vermögen niemand wollte. Auch die Güter wechselten oft die Besitzer. Die jetzigen Eigentümer der „Alt Marienburg“ sind Hans Peter Jürgen, der „Neu Marienburg“ Roland Berendes.
Franz Josef Derenthal starb in Marienmünster und wurde auf dem dortigen Friedhof, gleich links neben dem Eingang, begraben. Von dem Grabmal wurde vor einigen Jahren die Figur des Heiligen Josef daraus gestohlen.

## Politik
Derenthal war Ortsvorsteher in Körbecke und von 1833 bis 1838 und erneut von 1851 bis 1852 Abgeordneter für den Stand der Landgemeinden im Wahlbezirk Paderborn für die Kreise Brakel, Warburg und Höxter im Provinziallandtag der Provinz Westfalen in Münster. 1847 gehörte er dem Vereinigten Landtag an. Er war nach der Märzrevolution stellvertretendes Mitglied der Preußischen Nationalversammlung. 1851 legte er sein Berliner Amt aus gesundheitlichen Gründen nieder Es hieß, der Abgeordnete Derenthal habe sich nicht genügend für die Belange der kath. Kirche eingesetzt und sollte durch einen anderen Abgeordneten ersetzt werden. Er blieb aber weiter Abgeordneter des Provinziallandtags. Zudem machte er jedes Jahr eine längere Bäderreise, meistens nach Wiesbaden, zudem nach Karlsbad und Bad Pyrmont.

## Nachlass
Da Franz Josef und seine Frau keine Kinder hatten, gründeten sie im Jahr 1871 die „Derenthal’sche Stiftung“. Diese Stiftung sollte die Familienmitglieder und deren Nachkommen bei der Schulausbildung und dem Studium aus den Erlösen des Klostergutes finanziell unterstützen.
1972 kauften Mitglieder der Familie von Schöning von der „Derenthal’schen Stiftung“ das zweistöckige Fachwerkhaus der „Marienburg“ in Körbecke und ließ es denkmalgerecht zu Wohnzwecken sanieren.
Die Derenthal’sche Stiftung ist heute in die Kulturstiftung Marienmünster übergegangen.